# Дзаппи, Джамбаттиста Феличе
Джамбаттиста (Джованни Баттиста) Феличе Дзаппи (итал. Giambattista Felice Zappi, 1667—1719) — прославленный современниками итальянский юрист и поэт.
Он был одним из основателей Академии аркадийцев, в которой носил имя «Tirsi Leucasio». Его стихотворения — в основном анакреонтического содержания и весьма изящны. Изданы (Венеция, 1748, 1770 и др.) вместе с стихотворениями его жены Фаустины, также обладавшей немалым поэтическим талантом. Её академическое имя — «Aglaura Cidonia».